# میستی اوپهام
میستی اوپهام (انگلیسی: Misty Upham؛ زادهٔ ۶ ژوئیهٔ ۱۹۸۲-درگذشته ۵ اکتبر ۲۰۱۴) یک هنرپیشه اهل ایالات متحده آمریکا بود.
از فیلم‌ها یا برنامه‌های تلویزیونی که وی در آن نقش داشته است می‌توان به رودخانه یخ‌زده، اوسیج کانتی و سرزمین خشک اشاره کرد.